# عملية ألثيا
عملية ألثيا، رسميا قوة الاتحاد الأوروبي البوسنة والهرسك، هي قوة عسكرية في البوسنة والهرسك للإشراف على التنفيذ العسكري لاتفاقية دايتون.  وهي خليفة قوة تحقيق الاستقرار وقوة التنفيذ التابعتين للناتو. كان الانتقال من قوة تحقيق الاستقرار إلى قوة الاتحاد الأوروبي إلى حد كبير تغييرًا في الاسم والقادة: ظل 80٪ من القوات في مواقعهم.  حلت محل قوة تحقيق الاستقرار في 2 ديسمبر 2004.

## الجوانب العامة
يتم تنفيذ التنفيذ المدني لاتفاق دايتون من قبل مكتب الممثل السامي. في عام 2007، كان لدى القوة 600 جندي من 22 دولة،  معظمهم من الدول الأعضاء في الاتحاد الأوروبي. ومع ذلك، هناك قوات إضافية من دول أخرى غير أعضاء في الاتحاد الأوروبي مثل تشيلي وتركيا.
قائد القوة حاليًا هو اللواء النمساوي رينهارد تريشاك، منذ يونيو 2019 (جميع قادة يوفور منذ عام 2009 كانوا نمساويين). لهذه المهمة، تستخدم هيئة الأركان العسكرية للاتحاد الأوروبي المقر الأعلى لقوات الحلفاء في أوروبا كمقر عمليات الاتحاد الأوروبي وتعمل من خلال نائب القائد الأعلى للحلفاء في أوروبا، وهو ضابط أوروبي.
تولت قوة الاتحاد الأوروبي جميع مهام قوة تحقيق الاستقرار، باستثناء مطاردة الأفراد المتهمين من قبل محكمة جرائم الحرب، ولا سيما رادوفان كاراديتش، الزعيم السابق لجمهورية صرب البوسنة، وراتكو ملاديتش، قائدهم العسكري السابق، والتي ظلت مهمة لحلف الناتو  من خلال مقر الناتو في سراييفو.  لدى القوة واجبات شرطية ضد الجريمة المنظمة، التي يعتقد أنها مرتبطة بمجرمي الحرب المشتبه بهم.  عملت مع بعثة الشرطة التابعة للاتحاد الأوروبي في البوسنة والهرسك ومع الشرطة البوسنية. يقدم الممثل الخاص للاتحاد الأوروبي في البوسنة والهرسك إرشادات سياسية لقوة الاتحاد الأوروبي بشأن القضايا العسكرية ذات البعد السياسي المحلي.
اعتبارًا من مارس 2019، بلغ إجمالي قوام القوة 600 جندي من 20 دولة، بما في ذلك الدول الأعضاء في الاتحاد الأوروبي والدول غير الأعضاء في الاتحاد الأوروبي «الدول المساهمة بقوات» (ألبانيا، النمسا، بلغاريا، تشيلي، جمهورية التشيك، فرنسا، اليونان، المجر، أيرلندا، إيطاليا، بولندا، البرتغال، مقدونيا الشمالية، رومانيا، سلوفاكيا، سلوفينيا، إسبانيا، سويسرا، تركيا، والمملكة المتحدة).

## القادة
| لا. | حالة            | مرتبة     | اسم                    | فترة                           |
| --- | --------------- | --------- | ---------------------- | ------------------------------ |
| 1   | المملكة المتحدة | لواء      | ديفيد ليكي             | 2 ديسمبر 2004 - 6 ديسمبر 2005  |
| 2   | إيطاليا         | لواء      | جيان ماركو كياريني     | 6 ديسمبر 2005 - 5 ديسمبر 2006  |
| 3   | ألمانيا         | لواء بحري | هانز يوخن ويتهاور      | 5 ديسمبر 2006 - 4 ديسمبر 2007  |
| 4   | إسبانيا         | لواء      | إغناسيو مارتين فيلالين | 4 ديسمبر 2007 - 4 ديسمبر 2008  |
| 5   | إيطاليا         | لواء      | ستيفانو كاستانيوتو     | 4 ديسمبر 2008 - 3 ديسمبر 2009  |
| 6   | النمسا          | لواء      | برنارد بير             | 4 ديسمبر 2009 - 6 ديسمبر 2011  |
| 7   | النمسا          | لواء      | روبرت بريجر            | 6 ديسمبر 2011 - 3 ديسمبر 2012  |
| 8   | النمسا          | لواء      | ديتر هايدكر            | 3 ديسمبر 2012 - 17 ديسمبر 2014 |
| 9   | النمسا          | لواء      | يوهان لويف             | 17 ديسمبر 2014 - 24 مارس 2016  |
| 10  | النمسا          | لواء      | فريدريش شروتر          | 24 مارس 2016 - 28 مارس 2017    |
| 11  | النمسا          | لواء      | انطون فالدنر           | 28 مارس 2017 - 28 مارس 2018    |
| 12  | النمسا          | لواء      | مارتن دورفر            | 28 مارس 2018 - 26 يونيو 2019   |
| 13  | النمسا          | لواء      | راينهارد تريشاك        | 26 يونيو 2019 - الآن           |

## روابط خارجية
- موقع يوفور الرسمي
- صفحة مجلس الاتحاد الأوروبي على يوفور - ألثيا نسخة محفوظة 28 سبتمبر 2017 على موقع واي باك مشين.
- الممثل الخاص للاتحاد الأوروبي (EUSR) في البوسنة والهرسك
- بعثة المفوضية الأوروبية في البوسنة والهرسك
- صفحة EUFOR التابعة للإدارة العسكرية السويسرية (بالفرنسية)